# Solo (film 2018)
Solo è un film del 2018 diretto da Hugo Stuven.

## Trama
Alle Isole Canarie Álvaro Vizcaíno, un surfista, cade accidentalmente da una scogliera. Durante la sua lotta per la sopravvivenza rifletterà sulla sua vita.

## Distribuzione
Il film è stato distribuito sulla piattaforma Netflix a partire dal mese di marzo 2018.